# 池田敬正
池田 敬正（いけだ よしまさ、1930年 - 2015年5月2日）は、日本史学者、福祉学者。

## 経歴
京都で育つ。1953年京都大学文学部史学科卒業。1958年同大学院博士課程満期退学、1962年「明治維新政治史序説」で文学博士。1962年大阪社会事業短期大学講師、助教授、教授、1977年京都府立大学文学部教授、1992年定年退官、名誉教授、佛教大学社会学部教授。2003年四天王寺国際仏教大学教授、2006年退職。

## 著書
- 『坂本竜馬』中公新書 1965
- 『日本社会福祉史』法律文化社 1986
- 『社会福祉の展望 日本における自立と共同の形成』法律文化社 1992
- 『日本における社会福祉のあゆみ』法律文化社 1994
- 『現代社会福祉の基礎構造 福祉実践の歴史理論』法律文化社 1999
- 『福祉原論を考える』高菅出版 2005
- 『福祉学を構想する』高菅出版 2011

### 共編著
- 『教養人の日本史 第4 江戸末期から明治時代まで』佐々木隆爾共著 社会思想社 現代教養文庫 1967
- 『日本歴史 シンポジウム 15 明治維新』司会 学生社 1969
- 『日本社会福祉綜合年表』土井洋一共編 法律文化社 2000
- 『日本福祉史講義』池本美和子共著 高菅出版 佛教大学社会福祉学叢書 2002

## 論文
- Cinii